# Lagrelius
Lagrelius är en udde i Antarktis. Den ligger i Västantarktis. Argentina, Chile och Storbritannien gör anspråk på området.
Terrängen inåt land är huvudsakligen kuperad, men åt nordväst är den platt. Havet är nära Lagrelius åt nordväst. Trakten är obefolkad. Det finns inga samhällen i närheten. 